# Mal di te
Mal di te è un singolo del cantautore e rapper italiano Coez, pubblicato il 17 gennaio 2025 come primo estratto dall'ottavo album in studio 1998.

## Descrizione
Il brano, scritto dallo stesso artista e ispirato agli anni '90, è prodotto da Matteo Montalesi, in arte Esseho, e Valerio Smordoni.

## Video musicale
Il video musicale, diretto da Marco Proserpio e girato in un aeroporto, è stato pubblicato in concomitanza all'uscita del brano attraverso il canale YouTube del cantautore.

## Tracce
Testi di Silvano Albanese, musiche di Matteo Montalesi e Valerio Smordoni.
1. Mal di te – 2:59

## Formazione
- Coez – voce
- Matteo "Esseho" Montalesi – programmazione, produzione
- Valerio Smordoni – programmazione, produzione

## Classifiche
| Classifica (2025) | Posizione massima |
| ----------------- | ----------------- |
| Italia            | 34                |